# Ponderosa Pine, New Mexico
Ponderosa Pine, New Mexico (енгл. Ponderosa Pine) насељено је место без административног статуса у америчкој савезној држави Њу Мексико.

## Демографија
По попису из 2010. године број становника је 1.195.
| Група             | 2000.    | 2010.       |
| Белци             | 0 (0,0%) | 949 (79,4%) |
| Афроамериканци    | 0 (0,0%) | 5 (0,4%)    |
| Азијати           | 0 (0,0%) | 4 (0,3%)    |
| Хиспаноамериканци | 0 (0,0%) | 211 (17,7%) |
| Укупно            | 0        | 1.195       |